# サープレィ足洗温泉
サープレィ足洗温泉（ーあしあらいおんせん）は、富山県射水市足洗新町1丁目5番地ある温泉である。社会福祉法人喜寿会により運営されている。
『サープレィ』は、サードプレイスの略で、自宅や職場、学校とは別の居場所という意味である。遊びを意味する「プレイ」にもかけている。

## 概要
足洗潟の近くにあり、1959年に天然ガス（メタンガス）の掘削中に湧出した温泉を利用し、新湊市（現・射水市）が足洗老人福祉センター（1979年4月17日完成、同年4月21日より一般利用開始、温泉は日本海ガスが配湯）を運営してきたが、老朽化に伴い2019年3月31日に閉館、民間へ売却され、社会福祉法人喜寿会が購入した。
2020年6月5日に着工、2022年4月9日にプレオープンした。敷地から発見された地中埋没物を撤去する必要が生じたことなどから、当初計画より約1年遅れの開所となった。
2024年4月1日には、付属施設である『サープレィ足洗温泉デイサービスセンター』がオープンした。

## 施設諸元
- 建物 - 木造2階建て[7]、床面積は1階1,003.61 m2、2階285.48 m2、合計1289.09 m2[2]。
- 駐車場 - 125台[9]

## 温泉諸元
- 泉質 - ナトリウム・カルシウム-塩化物泉（低張性・弱アルカリ性・低温泉）[9]
- 泉温 - 31.5℃[9]
- 揚水量 - 毎分85.0リットル（動力揚水）[10]
- 源泉の深さ - 745m[10]
- pH - 7.7[10]
- 溶存物質 - 2,454mg/kg[10]
- 効能 - 冷え性、消化器病、神経痛、捻挫、挫き、筋肉痛、関節痛、痔、五十肩、運動麻痺、打ち身[9]。